# Egon Wolff
Egon Raúl Wolff Grobler (Santiago, 13 de abril de 1926-Ib., 2 de noviembre de 2016) fue un dramaturgo chileno. Obtuvo el Premio Nacional de Artes de la Representación y Audiovisuales de Chile en 2013.

## Biografía
Hijo de padre prusiano y madre de origen alemán-sueco, sintió atracción por la escritura a muy temprana edad. A los 8 años, oculto de sus padres, comenzó a escribir poesía y a los 14 su padre lo matriculó en la Escuela Militar, intentando alejarlo así de sus tempranas manifestaciones artísticas.
En la adolescencia sufrió «su primer ataque de "sombra al pulmón", enfermedad que lo mantuvo en reposo y que volvería a padecer dos veces más adelante. En su larga recuperación, se dedicó a leer vorazmente lo que trajo como resultado su primera novela», escrita a los 16 años: El ocaso.
Estudió ingeniería química en la Universidad Católica, de la que se tituló en 1949, pero luego se dedicaría al teatro. Su carrera empezó a tomar forma, como la de muchos de sus contemporáneos durante los años 1950, al alero de las compañías universitarias, tanto de su alma mater como del experimental de la Chile. 
Se inició como dramaturgo después de ir a ver, en 1950, la actuación de su amigo Eugenio Guzmán en La muerte de un vendedor viajero, de Arthur Miller: «Esa obra despertó en mí el deseo de escribir teatro. Fui a verla como cinco veces porque me fascinó. Entonces me dije 'Esto es lo que quiero hacer, quiero escribir teatro'», recordaría 63 años más tarde.
Su primer gran éxito fue Parejas de trapo, pieza con la que ganó en 1959 el concurso del Teatro Experimental de la Universidad de Chile. Otra obras emblemáticas suyas son Los invasores (1963) y Flores de papel (1970). Sus piezas se han estrenado en una treintena de países y en decenas de idiomas.
Wolff se incorporó en 1979 como profesor titular de Dramaturgia en la Escuela de Teatro de la Universidad Católica, cargo que ejerció hasta 1991. Se convirtió en miembro de número de la Academia Chilena de la Lengua en 1983.
En 1995 murió su esposa Carmen Peña y en 1997 se casó en segundas nupcias con la hermana de ella, Ana María Peña. Este matrimonio lo transformó en padrastro de Alfredo Ugarte Peña, el “bichólogo”.
En 2013 fue distinguido con el Premio Nacional de Artes de la Representación y Audiovisuales de Chile. Vivió sus últimos años en Calera de Tango, al sur de Santiago, donde tenía su casa. Falleció el 2 de noviembre de 2016 a los 90 años.

## Estilo y temas
Wolff desarrolló un estilo expresivo y único, lleno de giros inesperados. En muchas de sus obras, la primera escena es igual a la última, creando un ciclo continuo y completo. Aunque sus temas son universales, su estilo y sus piezas están llenas de referencias a la cultura chilena.
Sus dramas tratan temas sociales, políticos y existencialistas tales como el conflicto entre clases sociales, las diferencias generacionales y la decadencia social; también critican los efectos negativos que algunas reglas sociales pueden causar en la existencia de los individuos.
«El texto teatral ha tenido un cambio fundamental. De ser unipersonal, se ha convertido en un producto multifuncional y colectivo, basado en adaptaciones de cuentos y noticias. Dejó de escribirse sobre la intimidad de los personajes», se lamentaba Wolff en 2009, al explicar por qué había dejado de mostrar sus obras, aunque desde 2003 había escrito seis, que permanecían inéditas. «No las he mostrado, porque sé que no van a tener interés. Este país es muy peculiar; se recluye rápidamente en lo que está de moda, copia lo externo», decía, al tiempo que criticaba que los dramaturgos se limitaran a «crear textos que se monten, de preferencia con rostros conocidos» e insistía en que debían investigar la naturaleza humana.
En esos años de silencio, descubrió otra vocación, la acuarela: «Me gusta pintar, porque es un fruto directo de uno mismo, no como el teatro. Entre lo que el dramaturgo escribe y lo que llega al escenario, se interponen al menos diez instancias, así que termina siendo algo ajeno», explicaba.

## Teatro
Las fechas son las de los estrenos, salvo que se especifique otra cosa. Las piezas Entendiendo a Tito, Crónica de un edificio psicótico y Retorno a Tomahue escritas en la primera década del siglo XXI a 2013 permanecían sin estrenar.
- Mansión de lechuzas, 1958
- Discípulos del miedo, 1958
- Parejas de trapo (1959)
- Niñamadre (1961)

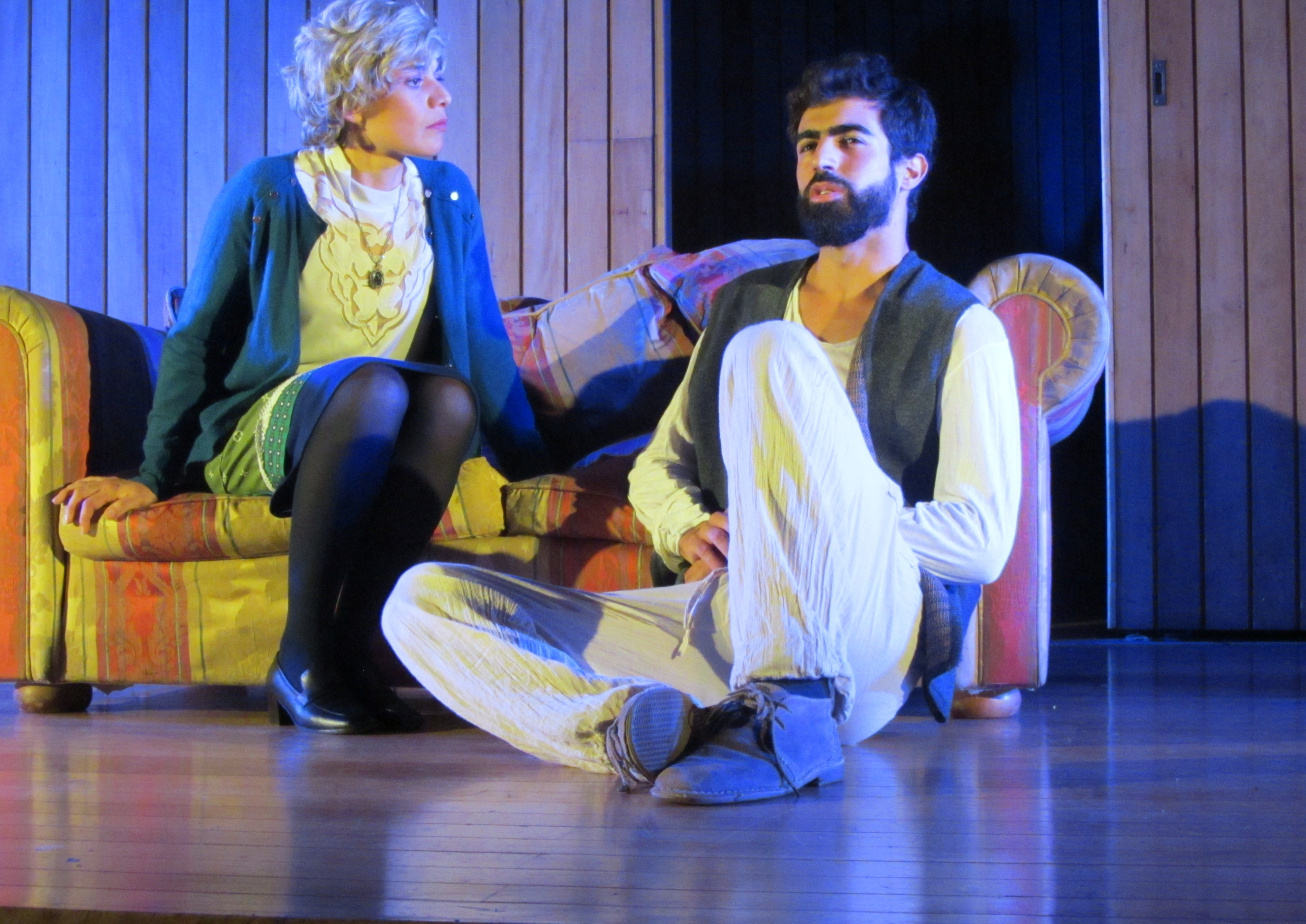
Escena de José, dirigida por Igor Cantillana (Fundación Culural de Providencia, 31 de marzo de 2015; a la derecha, el protagonista interpretado por Antonio Zisis)

- Los invasores, dir.: Víctor Jara, Instituto de Teatro de la Universidad de Chile, Teatro Antonio Varas, 1963
- El signo de Caín, 1969
- Flores de papel (1970)
- Kindergarten (1977)
- Espejismos (1978)
- El sobre azul, Cracovia, Polonia, 1978
- José, dir.: Alejandro Castillo, Compañía de Teatro de Cámara, Salón Filarmónico del Teatro Municipal, 28 de marzo de 1980 (2015: Teatro Arte Curicó, dir: Igor Castillana)
- Álamos en la azotea (1981)
- La balsa de la Medusa (1984)
- Háblame de Laura (1985)
- Invitación a comer (1993)
- Cicatrices (1994)
- Claroscuro (1995)
- Encrucijada, escrito en 1998 y estrenada en 2000,[9] dir.: Loreto Valenzuela, con las actuaciones de Cecilia Cucuresimon ricolla y Osvaldo Silva
- La recomendación, Teatro Antonio Varas, 2003
- Tras una puerta cerrada, dir Felipe Arellano, con las actuaciones de Hernán Vallejo y Ricardo Zavala; compañía Quinta Esencia, Teatro del Puente, 2010
- Papá gorrión, dir.: Alejandra Gutiérrez, con las actuaciones de María José Illanes, Jaime McManus y Julio Jung Duvauchelle; Corporación Cultural de Las Condes, 9 de julio de 2011

## Libros
- Mansión de lechuzas / Discípulos del miedo, Santiago, Pomaire n.º 13, junio/julio, 1958
- Niñamadre, con prólogo de Rafael Benavente Pinochet; Instituto Chileno-Norteamericano de Cultura, Santiago, 1966, 174 p.
- El signo de Caín / Discípulos del miedo, Editorial Universitaria, Santiago, 1971, 165 p.
- Teatro: Niñamadre / Flores de papel / Kindergarten, con prólogo de Juan Andrés Piña; Editorial Nascimento, Santiago, 1978, 280 p.
- Parejas de trapo / La balsa de la Medusa, con prólogo de Agustín Letelier; Universitaria, Santiago, 1987, 187 p.
- Los invasores / José, con un breve ensayo, al final del libro, de Juan Andrés Piña titulado Verdad y humanidad en el teatro de Egon Wolf; Pehuén, Santiago, 1990, 165 p.
- Teatro completo, 14 obras, con prólogo George Woodyard; Society of Spanish and Spanish-American Studies, Boulder, Colorado, 1990, 659 p.
- Invitación a comer / Cicatrices, con nota preliminar del autor; Universitaria, Santiago, 1995, 186 p.
- Antología de obras teatrales, 10 obras, con prólogo de Eduardo Guerrero; RIL Editores,  Santiago, 2002, 417 p.

## Premios y reconocimientos
- Primera Mención Honrosa en el concurso organizado por el Teatro Experimental de la Universidad de Chile en 1957 por Mansión de lechuzas y Discípulos del miedo
- Primer Premio en el Concurso Teatro Experimental de la Universidad de Chile 1959 por Parejas de trapo
- Premio Municipal de Teatro de Santiago 1959
- Beca Fullbright para asistir en 1960 a la Universidad de Yale con un montaje en inglés de Niñamadre
- Premio Municipal de Teatro de Santiago 1963 (ex aequo con Jorge Díaz)
- Premio Casa de las Américas 1970 por Flores de papel
- Premio Municipal de Teatro de Santiago 1970
- Premio Apes de la Crítica a la mejor obra 1977 por Kindergarten
- Premio Apes de la Crítica 1977 a la mejor obra y al mejor autor por Espejismos
- Premio Municipal de Teatro de Santiago 1979
- Premio de Literatura José Nuez Martín 2000, categoría Teatro, por Encrucijada
- Finalista del Premio Altazor 2001 con Encrucijada
- Finalista del Premio Altazor 2004 con La recomendación
- Finalista del Altazor 2004 con Tras una puerta cerrada
- Premio Nacional de Artes de la Representación y Audiovisuales de Chile 2013